# موسم حج 1443هـ 2022م
موسم حج 1443هـ 2022م هو فترة إقامة شعيرة الحج لعام 1443 هجريا الموافق للعام 2022 ميلاديا، وما يسبقها من استعدادات وما تشهده من أعمال إشراف وتنظيم وإدارة تقوم بها حكومة المملكة العربية السعودية لإقامة الفريضة وتمكين حجاج بيت الله الحرام وزوار مسجد الرسول ﷺ من أداء المناسك في أجواء من الروحانية والطمأنينة، وضمان سلامتهم وأمنهم.

## الاستعدادات
أعلنت وزارة الحج والعمرة في 8 رمضان 1443هـ الموافق 9 أبريل 2022 أنه انطلاقًا من حرص حكومة خادم الحرمين الشريفين الدائم على سلامة حجاج بيت الله الحرام وزوار مسجد المصطفى عليه الصلاة والسلام، وضمان سلامتهم وأمنهم. واهتمام المملكة العربية السعودية بانتظام فريضة الحج، وتمكين أكبر عدد من المسلمين في أنحاء العالم من أداء مناسك الحج والعمرة وزيارة المسجد النبوي الشريف في أجواء من الروحانية والطمأنينة، مع الحفاظ على المكتسبات الصحية التي حققتها المملكة في مواجهة جائحة فيروس كورونا المستجد (كوفيد-19).
فقد تقرر رفع عدد حجاج موسم حج هذا العام 1443هـ/2022م إلى مليون حاج من داخل المملكة وخارجها، على أن تكون النسبة الأكبر لحجاج الخارج، وذلك وفقًا للحصص المخصصة للدول، مع الأخذ بالتوصيات الصحية.

### الاشتراطات العمرية والصحية
أوضحت وزارة الحج والعمرة أن موسم حج هذا العام سيكون وفقًا للضوابط التالية:
1. يكون حج هذا العام للفئة العمرية أقل من (65) عامًا ميلاديًا، مع اشتراط استكمال التحصين بالجرعات الأساسية بلقاحات كوفيد-19 المعتمدة في وزارة الصحة.
2. يشترط على القادمين للحج من خارج المملكة تقديم نتيجة فحص سلبي PCR لفيروس كورونا (كوفيد-19) لعينة أخذت خلال (72) ساعة قبل موعد المغادرة إلى المملكة.